# Saison 10 d'Urgences
Chronologie
Saison 9 Saison 11
Cet article présente le guide des épisodes de la dixième saison de la série télévisée Urgences (E.R.).
À noter, dans un but de clarification des personnages : il existe différents « grades » concernant les employés d'un hôpital, pour plus de précision consultez la section grades de l'article principal Urgences.

## Distribution

### Acteurs principaux
- Noah Wyle (VF : Eric Missoffe) : Dr John Carter, urgentiste titulaire
- Sherry Stringfield (VF : Emmanuelle Bondeville) : Dr Susan Lewis, urgentiste titulaire
- Laura Innes (VF : Valérie de Vulpian) : Dr Kerry Weaver, urgentiste titulaire, chef du personnel de l'hôpital
- Alex Kingston (VF : Catherine Privat) : Dr Elizabeth Corday, titulaire en chirurgie traumatologique, chef de la chirurgie dès l'épisode 18
- Paul McCrane (VF : Marc Perez) : Dr Robert « Rocket » Romano, titulaire en chirurgie générale, chef des urgences (décède lors de l'épisode 8)
- Goran Višnjić (VF : Stéphane Ronchewski) : Dr Luka Kovac, urgentiste titulaire
- Ming-Na (VF : Yumi Fujimori) : Dr Jing-Meï « Deb » Chen, urgentiste titulaire
- Maura Tierney (VF : Laura Blanc) : Abby Lockhart, infirmière surveillante, externe (2e année)
- Sharif Atkins (VF : Lionel Melet) : Michael Gallant, interne (1er année) aux urgences (départ lors de l'épisode 18)
- Mekhi Phifer (VF : Didier Cherbuy) : Dr Gregory Pratt, urgentiste résident de 2e année
- Parminder Nagra (VF : Vanina Pradier) : Neela Rasgotra, externe (3e année) (guest lors du premier épisode, devient régulière dès l'épisode 3)
- Linda Cardellini (VF : Julie Turin) : Samantha « Sam » Taggart, infirmière (arrive dès l'épisode 5)

### Acteurs récurrents

#### Membres du personnel de l'hôpital
- John Aylward (VF : Michel Bedetti) : Dr Donald « Don » Anspaugh, titulaire en chirurgie générale, membre du conseil de l'hôpital
- Bruno Campos : Dr Eddie Dorsett, titulaire en chirurgie vasculaire
- Sam Anderson (VF : Jean-Claude Robbe) : Dr Jack Kayson, cardiologue titulaire, chef de la cardiologie, membre du conseil de l'hôpital
- Amy Aquino (VF : Denise Roland) : Dr Janet Coburn, gynécologue-obstétricienne titulaire
- Maury Sterling : Dr Nelson, psychiatre titulaire
- Scott Grimes (VF : Donald Reignoux) : Dr Archibald « Archie » Morris, urgentiste résident de 2e année
- Glenn Howerton : Dr Nick « Coop » Cooper, urgentiste résident de 2e année
- Paul Blackthorne : Dr Jeremy Lawson, radiologue
- Perry Anzilotti (en) : Perry, anesthésiste
- Conni Marie Brazelton (VF : Barbara Delsol) : Connie Oligario, infirmière
- Ellen Crawford (VF : Anne Ludovik) : Lydia Wright, infirmière
- Deezer D (en) (VF : Martin Brieuc) : Malik McGrath, infirmier
- Yvette Freeman (VF : Maïté Monceau) : Haleh Adams, infirmière (dénommée Shirley Adams dans la version française)
- Lily Mariye (en) (VF : Catherine Artigala) : Lily Jarvik, infirmière
- Laura Cerón (VF : Colette Nucci) : Ethel « Chuny » Marquez, infirmière
- Gedde Watanabe : Yosh Takata, infirmier
- Kyle Richards : Dori, infirmière
- Dinah Lenney (en) : Shirley, infirmière en chirurgie
- Bellina Logan (en) : Kit, infirmière en chirurgie
- Nadia Shazana : Jacy, infirmière en chirurgie
- Donal Logue : Chuck Martin, infirmier volant (secours par hélicoptère)
- Abraham Benrubi (VF : Bruno Carna) : Jerry Markovic, réceptionniste
- Troy Evans (VF : Christian Peythieu) : Frank Martin, réceptionniste
- Kristin Minter (VF : Déborah Perret) : Randi Fronczak, réceptionniste
- Pamela Sinha : Amira, réceptionniste
- Emily Wagner (VF : Annabelle Roux) : Doris Pickman, secouriste
- Montae Russell (en) : Zadro White, secouriste
- Lynn A. Henderson (VF : Véronique Alycia) : Pamela Olbes, secouriste
- Brian Lester : Brian Dumar, secouriste
- Demetrius Navarro (en) : Morales, secouriste
- Michelle Bonilla : Christine Harms, secouriste
- Louie Liberti : Tony Bardelli, secouriste
- Rossif Sutherland : Lester, secouriste
- Daniel Dae Kim : Ken Sung, services sociaux

#### Autres
- Hallee Hirsh (VF : Fily Keita) : Rachel Greene, belle-fille d'Elizabeth Corday (fille de Mark Greene)
- Thandie Newton (VF : Odile Schmitt) : Makemba « Kem » Likasu, petite-amie de John Carter dès l'épisode 8
- Lisa Vidal (VF : Cathy Diraison) : Sandy Lopez, pompière et petite-amie de Kerry Weaver (décède dans l'épisode 18)
- Renée Victor : Florina Lopez, mère de Sandy Lopez
- Steven Culp : Dave Spencer, ami d'Elizabeth Corday
- Henry O (en) : M. Chen, père de Jing-Meï Chen
- Mark Valley (VF : Constantin Pappas) : Richard Lockhart, ex-mari d'Abby Lockhart
- Joy Bryant : Valerie Gallant, sœur de Michael Gallant
- Oliver Davis (en) : Alex Taggart, fils de Sam Taggart
- Cole Hauser : Steve Curtis, père d'Alex Taggart dès l'épisode 18
- Chad McKnight : officier Wilson, policier
- Bob Newhart : Ben Hollander, patient récurrent
- Rocky Carroll : Mr. Walker, épisode 17

## Épisodes

### Épisode 1:Et maintenant?
- États-Unis : 25 septembre 2003 sur NBC

### Épisode 2:Perdu
- États-Unis : 2 octobre 2003 sur NBC

### Épisode 3:Chère Abby
- États-Unis : 9 octobre 2003 sur NBC

### Épisode 4:Une nuit sans fin
- États-Unis : 23 octobre 2003 sur NBC

### Épisode 5:Loin de l'Afrique
- États-Unis : 30 octobre 2003 sur NBC

### Épisode 6:Divergences d'opinion
- États-Unis : 6 novembre 2003 sur NBC

### Épisode 7:De fil en aiguille
- États-Unis : 13 novembre 2003 sur NBC

### Épisode 8:Chute libre
- États-Unis : 20 novembre 2003 sur NBC

### Épisode 9:Absences
- États-Unis : 4 décembre 2003 sur NBC

### Épisode 10:Makemba
- États-Unis : 11 décembre 2003 sur NBC

- Thandie Newton

### Épisode 11:La Main passe
- États-Unis : 8 janvier 2004 sur NBC

- Thandie Newton

### Épisode 12:Réa néo nat
- États-Unis : 15 janvier 2004 sur NBC

### Épisode 13:Docteur Schweitzer
- États-Unis : 5 février 2004 sur NBC

### Épisode 14:Les Nerfs à vif
- États-Unis : 12 février 2004 sur NBC

J.K. Simmons (Gus Loomer)

### Épisode 15:Esprit de famille
- États-Unis : 19 février 2004 sur NBC

### Épisode 16:Savoir pardonner
- États-Unis : 26 février 2004 sur NBC

Jessica Chastain (Dahlia Taslitz)

### Épisode 17:L'Externe
- États-Unis : 1er avril 2004 sur NBC

Alors qu'elle déjeune avec Chuck, Susan rencontre un homme qui adore les femmes enceintes, mais un peu trop. L'individu devenant trop entreprenant, Chuck le frappe. 

### Épisode 18:Pas de fumée sans feu
- États-Unis : 8 avril 2004 sur NBC

### Épisode 19:Méprise
- États-Unis : 22 avril 2004 sur NBC

### Épisode 20:Les Voies de l'inconscient
- États-Unis : 29 avril 2004 sur NBC

### Épisode 21:Minuit
- États-Unis : 6 mai 2004 sur NBC

### Épisode 22:Sur la route
- États-Unis : 13 mai 2004 sur NBC

Sur la route, Luka s'arrête afin d'aider une jeune femme et son garçon dont la voiture est en panne. Il est alors témoin d'un terrible accident qui laisse la mère, les jambes écrasées entre deux automobiles. Ils se retrouvent aux urgences. Pendant que Corday essaie de sauver la femme et ses jambes, Carter, encore troublé par la mort de son bébé, s'acharne sur le petit garçon et le sauve. Malheureusement, Elisabeth doit se résoudre à amputer la jeune femme de ses deux jambes. 
Chen arrive avec un œil au beurre noir, ce qui inquiète tout le monde, surtout Pratt. Abby a finalement réussi ses examens. Neela a été acceptée dans un hôpital universitaire très prestigieux pour son internat. A la dernière minute, elle renonce et revient aux urgences. 